# لؤلؤة الكيراتين
لؤلؤة الكيراتين هي بنية متقرنة موجودة في المناطق التي تقوم فيها الخلايا الحرشفية غير العادية بتشكيل طبقات متحدة المركز. وهذا النوع من البنية، الذي يُسمى أيضًا باسم اللؤلؤة الظاهرية بسبب وجودها بين الخلايا الحرشفية للظاهرة، يُرى أحيانًا مع سرطان الخلايا الحرشفية.

## وصلات خارجية
- http://medical-dictionary.thefreedictionary.com/keratin+pearl